# Eva Ayllón
María Angélica Ayllón Urbina (Lima, 7 de febrero de 1956), conocida artísticamente como Eva Ayllón, es una cantante y compositora peruana. Interpreta géneros afroperuanos y valses criollos.
Conocida también como la Reina del Landó, ha sido ganadora del Grammy Latino a la excelencia musical por su aporte a la cultura, y ha sido nominada diez veces para mejor álbum folklórico. Considerada como la mejor cultora de la música criolla y afroperuana, la versatilidad de su voz le permitió empezar a incursionar en diversos géneros musicales.
Es considerada junto con Susana Baca y Tania Libertad, como los más grandes baluartes de la cultura peruana en el mundo. Y una carrera ininterrumpida de cincuenta años la ha consolidado como ídolo mundial del folclore.

## Primeros años
Fue criada en el seno de una tradicional familia limeña, en la cual era encabezada por su abuela. Es devota del Señor de los Milagros. Su nombre artístico es Eva Ayllón en honor a su abuela Eva.
Desde muy niña tuvo claro a sus referentes musicales a nivel de la composición: Alicia Maguiña, Chabuca Granda, Augusto Polo Campos, José Escajadillo, Alberto Haro y Mario Cavagnaro; quienes han sido sus predilectos al momento de entregar su repertorio.
Sus padres son Carlos Alberto Ayllón García y Renee Urbina. Ya con tan solo 3 años de edad mostró muchas cualidades para el canto, y es gracias al apoyo incondicional de su querida abuela que inicia su vida artística, cantando con éxito en eventos de su colegio Zoila Aurora Cáceres, además de programas juveniles de radio y televisión; con ello ayudó a su familia estudiando y trabajando desde muy pequeña. 
De muy joven realizaba algunos ensayos en la casa del conocido guitarrista Javier Munayco García en el distrito de La Victoria, él ayudó a corregir algunas posturas relacionadas con sus movimientos corporales e interpretación que le han sido de mucha utilidad posteriormente en su carrera.
Cuando ella empieza a ser algo conocida en el ámbito de la música popular, lo hace paralelamente a otras dos cantantes del Perú, las también experimentadas María Obregón y Lucía de la Cruz.

## Carrera artística

### Primeros años
En 1970, inicia su carrera trabajando en peñas criollas marcando éxito y años más tarde se integra al grupo Los Kipus siendo la voz principal y acompañándolos a recorrer todo el Perú. Graban temas como "Mal Paso", "Huye de Mí", "Nada Soy", "Cariñito", entre otros. Cabe destacar que aunque se dice que ella inicia su carrera con los Kipus, lo cierto es que cuando ellos la invitan a formar parte del grupo Eva ya tenía una carrera formada. El haberse integrado al grupo solo le dio la oportunidad de conocer todo el Perú y de llegar a ser más conocida en la televisión de dicho país.
En 1979, ella presenta su primera producción discográfica Esta noche… Eva Ayllón. A partir de 1980, su música trascendió las fronteras latinas llegando a diversas ciudades de los Estados Unidos. 

### Década de 2000
En 2000 se estrenó un álbum recopilatorio por sus 30 años de carrera por la disquera Iempsa, que se basó en sus 22 canciones. En 2001 anuncia su internacionalización en su carrera musical al firmar el contrato con la disquera Sony Music. Además realizó un convenio con Telefónica para producir su sesión musical en concierto.
En 2019 se le fue entregado el Grammy Latino por Eva y To My Country. Durante su gira en Ginebra, se la apodó como "La Perla Negra del Perú".
En 2005 realizó su gira a 45 ciudades de Europa. Además, realizó giras nacionales, entre sus conciertos más destacados se encuentra el realizado en el Estadio de la Universidad Nacional Mayor de San Marcos, ante 25000 espectadores.
En agosto de 2006, grabó la producción Eva Ayllón Live From Hollywood, contando con grandes músicos invitados como: Ramón Stagnaro, Álex Acuña, Allan Phillips, Abraham Laboriel, Harry Kim, Justo Almario, Marco Campos, Dennis Jirón, Arturo Velasco, Luis Velásquez y Melena. Junto a su grupo musical de siempre Felipe Pumarada, Leonardo "Gigio" Parodi, Rony Campos, Tito Manrique, y Sofía Buitrón.
Grabado en el Ford Amphitheater de Hollywood, Estados Unidos el DVD concentra una serie de temas inéditos y clásicos. Entre los temas que más destacan en esa producción se encuentra "Toro mata", recibiendo un tratamiento musical sonoro que posiciona a la música peruana con solidez en estos tiempos modernos. Eva participó en dos oportunidades como jurado de la Competencia Folclórica del Festival de Viña del Mar, en los años 2001 y 2007. En este último año fue, además, integrante del Jurado. Entre los conciertos que dio en 2008, figura su presentación en el escenario principal del Carnegie Hall, Manhattan.
Durante 2009, presentó su producción discográfica Kimba Fá, título inspirado en el nombre del libro de Fernando Romero que trata sobre las expresiones utilizadas por los afro descendientes peruanos y de otras regiones de América Latina.
El disco presenta canciones como: El festejo, "El muñeco de la ciudad", "Me sabe a canela", "María Sueños", una versión de "Akundún" de Miki González, “Canto a Amador”, “Mi Ritual” que le otorgó a Eva la oportunidad de lucirse con su particular y sensual interpretación del landó en este caso fusionado con toques de pop y world music son algunas de la piezas de este nuevo álbum que fue nominado al Grammy Latino en la categoría Mejor Álbum Folklórico.
Otra producción realizada este mismo año es Eva Ayllón canta a Chabuca Granda, material editado en formato de CD y DVD grabado en vivo en el Teatro Ateneo de Argentina, cumpliendo así uno de los sueños de su vida al realizar un homenaje a Chabuca Granda.

### Década de 2010
En este año graba 40 años de clásicos afro peruanos, material que fue nominado al Grammy Latino 2011 en la categoría Mejor Álbum Folklórico: y Eva Ayllón, 40 años enamorada del Perú, donde hace un breve recorrido por su carrera que destaca sus inicios acompañada de Los Kipus, pasando por su etapa como solista, hasta sus más recientes interpretaciones. Cuenta también con dos temas a dúo, el tema "Hoy" grabado con Gian Marco y "Bésame mucho" grabado con Luis Enrique.
En 2010, se grabó la miniserie Eva, basada en la vida de Eva Ayllón y emitida por Frecuencia Latina.
En 2012, realiza conciertos junto con el grupo folklórico chileno Inti-Illimani Histórico. El álbum incorpora sonoridades afroamericanas junto a canciones de cantautores chilenos como Víctor Jara, Gitano Rodríguez y Elizabeth Morris. El fruto de la alianza de Inti-Illimani Histórico & Eva Ayllón motivó una gira llamada "Cantos de Latinoamérica Morena" que los llevó a recorrer Santiago, Concepción y Valparaíso para posteriormente extenderse a Uruguay, Argentina y territorio europeo, presentándose en Francia, Paises Bajos, Bélgica, España, Alemania, Austria, Reino Unido, e Italia.
En el segundo semestre de 2013, Eva es parte de la primera temporada de la versión peruana del formato internacional The Voice, en el que cumple el papel de entrenador de uno de los cuatro equipos participantes.
El 26 de octubre de 2013, Ayllón volvió a presentarse en el Carnegie Hall de Nueva York.
Durante el 2014 y 2015 fue convocada nuevamente para ser entrenador en La voz Perú y en La voz Kids Perú. 
El 10 de mayo realiza un concierto en titulado "Mujeres con cajones" en Miami junto con Olga Cerpa y Albita; quien las convocó para realizar este proyecto. Luego, juntas han grabado una producción que ha sido nominada al Grammy Latino para Mejor Álbum Folcklórico.
Hasta el 3 de junio de 2015, Eva condujo el programa de radio Criollos a las 12 de Felicidad.
En 2018, fue jurado del programa Los cuatro finalistas.
Ganó la Gaviota del Festival de Viña del Mar, en el género internacional como co - autor de la canción ganadora “Ya no más” de Susan Ochoa, en su edición 2019.
En 2019, Eva Ayllón fue premiada y recibió un Latin Grammy por excelencia musical, y por sus 49 años de carrera artística.
Siendo también nominada con su disco 48 años después, junto a Gian Marco y varios cantantes más.[cita requerida]
En 2020, participó en el programa La máscara, interpretó a Monstruo, fue la ganadora del programa.
En 2021 inició con el relanzamiento de sus producciones bajo la marca Versión Eva, en que incluyó remasterizaciones previamente grabadas en casette. En ese año fue nuevamente entrenadora de varias ediciones de La voz Perú, en que continuó como entrenadora hasta su retirada en 2023.
En 2024 recibió el título Personalidad Meritoria de la Cultura del Gobierno de Perú. Además, fue invitada a la obra musical argentina Forever Tango de Luis Bravo.

## Discografía
- Los Kipus con Eva (Iempsa, 1976)
- Los Kipus con Eva Ayllón (Iempsa, 1977)
- Esta noche... Eva Ayllón (Sono Radio, 1979)
- Al ritmo de... Eva Ayllón (Sono Radio, 1980)
- Señoras y señores... Eva Ayllón (Sono Radio, 1981)
- Cuando hacemos el amor (Sono Radio, 1982)
- Eva Ayllón (CBS Discos del Perú, 1983)
- Eva Ayllón En Escena (CBS Discos del Perú, 1984)
- Para mi gente (CBS Discos del Perú, 1985)
- Para todos (CBS Discos del Perú, 1986)
- Huellas (CBS Discos del Perú, 1987)
- Landó de la vida y yo (Sono Sur, 1988)
- Eva, siempre Eva (Sono Sur, 1990)
- Concierto de gala en el Teatro Municipal (Discos Independientes, 1992)
- Gracias a la vida (Discos Independientes, 1993)
- Para tenerte (Discos Independientes, 1994)
- 25 años, 25 éxitos (Discos Independientes, 1995)
- Ritmo, color y sabor (Discos Independientes, 1996)
- Amanecer en ti (Discos Independientes, 1998)
- Juntos llevamos la paz (Pro Estudios S.A., 1999)
- 30 años en vivo (Iempsa, 2000)
- Eva (Sony Music Chile, 2002)
- Eva! Leyenda peruana (Times Square Records, 2004)
- Eva Live from Hollywood (2006)
- Kimba Fá (World Connection, 2009)
- Eva Ayllón Canta a Chabuca Granda en vivo desde Buenos Aires (Suramusic 2009)
- Eva Ayllón Celebra 40 años Enamorada del Perú (11y6 Discos, 2010)
- 40 años de Clásicos Afroperuanos (2011)
- Eva Ayllón + Inti-Illimani Histórico (Macondo Koncerte, 2012)
- Eva Ayllón En Concierto Criollo Sinfónico (11y6 Discos, 2012)
- Como la primera vez (Aylloncito Producciones 2014)
- Un bolero, un vals 1 (Aylloncito Producciones 2015)
- Clavo y canela (Aylloncito Producciones 2017)
- Sencillamente Eva (Aylloncito Producciones, 2018)
- 48 años después (Aylloncito Producciones 2018)
- Un Bolero Un Vals 2 (Aylloncito Producciones, 2019)
- Nuevos Rumbos (Aylloncito Producciones, 2021)
- Quédate en Casa (Aylloncito Porducciones, 2021)
- Esta Noche - Versión Eva (Aylloncito Producciones, 2021)
- Al Ritmo De Eva Ayllón - Versión Eva (Aylloncito Producciones, 2022)
- Señoras y Señores - Versión Eva (Aylloncito Producciones, 2022)
- Cuando Hacemos el Amor - Versión Eva (Aylloncito Producciones, 2022)
- En Escena - Versión Eva (Aylloncito Producciones, 2022)
- Para mi gente - Versión Eva (Aylloncito Producciones, 2022)
- Para Todos - Versión Eva (Aylloncito Producciones, 2022)
- Huellas - Versión Eva (Aylloncito Producciones, 2022)
- Con amor y fe por mi Perú - En Vivo (Aylloncito Producciones, 2022)
- Landó de la vida y yo - Versión Eva (Aylloncito Producciones, 2022)
- Eva siempre Eva - Versión Eva (Aylloncito Producciones, 2023)
- Gracias a la Vida - Versión Eva (Aylloncito Producciones, 2023)
- Para Tenerte - Versión Eva (Aylloncito Producciones, 2024)
- Emociones (En Vivo) (Aylloncito Producciones, 2024)
- Mis Ángeles Del Criollismo (Live) (Aylloncito Producciones, 2024)
- Maravillosos Recuerdos (Live) (Aylloncito Producciones, 2025)

### Colaboraciones
- Los Hijos del Sol (con Álex Acuña) (Sono Sur, 1989)
- Los Hijos del Sol "Ánimo y Aliento" (reedición en CD) (Perú de Colección, 1998)
- Travesura (de Inti-Illimani, 2010)
- Ya no más (de Susan Ochoa) co - autor (2019).[31]

## Filmografía
- Gracias a la vida (Teatro Municipal, Lima, 1993)
- Para tenerte (Teatro Municipal, Lima, 1994)
- 25 años, 25 éxitos (Teatro Municipal, Lima, 1995)
- Ritmo, color y sabor (Teatro Municipal, Lima, 1997)
- Amanecer en ti (Coliseo Eduardo Dibós, Lima, 1999)
- El concierto de todos (Estadio de San Marcos, Lima, 2001)
- Live From Hollywood (En el Ford Amphitheater, Hollywood, 2006)
- Eva Ayllon canta a Chabuca Granda (ND Ateneo, Argentina, 2009)
- Concierto Criollo Sinfónico (En el teatro Peruano Japonés, Perú, 2012)
- Eva + Inti Illimani Histórico (Café Torres, Santiago de Chile, 2012)
- Con amor y fe por mi Perú - En Vivo (Aylloncito Producciones, 2022)

#### Coach de La Voz
| Edición               | Año  | Cadena            | Finalista          | Posición |
| --------------------- | ---- | ----------------- | ------------------ | -------- |
| La Voz 1              | 2013 | Latina Televisión | Javier Arias       | Segunda  |
| La Voz 2              | 2014 | Latina Televisión | Ronald Arteta      | Cuarta   |
| La Voz Kids 1         | 2014 | Latina Televisión | Valeria Zapata     | Tercera  |
| La Voz 3              | 2015 | Latina Televisión | Jair Mendoza       | Cuarta   |
| La Voz Kids 2         | 2015 | Latina Televisión | D'Angelo Perez     | Segunda  |
| La Voz Kids 3         | 2016 | Latina Televisión | Nicole Rosa        | Segunda  |
| La Voz 4              | 2021 | Latina Televisión | Valeria Zapata     | Tercera  |
| La Voz Kids 4         | 2021 | Latina Televisión | César Vicente      | Tercera  |
| La Voz Senior 1       | 2021 | Latina Televisión | Luis Ángel Reddel  | Tercera  |
| La Voz 5              | 2022 | Latina Televisión | Lita Pezo          | Ganadora |
| La Voz Kids 5         | 2022 | Latina Televisión | Facu               | Tercera  |
| La Voz Senior 2       | 2022 | Latina Televisión | Javier Carranza    | Ganadora |
| La Voz Generaciones 1 | 2022 | Latina Televisión | Familia Chacaltana | Segunda  |
| La Voz 6              | 2023 | Latina Televisión |                    |          |

## Homenajes
- Homenaje a Los Kipus: "Huye de mí", "Nada Soy", "Mi Cariñito".
- Homenaje a Los Kipus II : "Ansias", "Amorcito", "Perdistes".
- Homenaje a Los Embajadores Criollos: "Lejano Amor", "Paloma mía", "Tu culpa".
- Homenaje a Los Embajadores Criollos II: "Hilda", "Nunca Podrán", "Alma de mi alma".
- Homenaje a Lucha Reyes: "Regresa", "Coma una rosa roja", "Propiedad Privada".
- Homenaje a Lucha Reyes II: "Siempre te amaré", "Contigo y sin ti", "Dolor y odio".
- Homenaje a Arturo "Zambo" Cavero: "Cariño Bonito", "Contigo Perú".
- Homenaje a Veronikha: "Donde u Vayas", "Las Horas que Perdí", "Que nos paso a los Dos"
- Homenaje a Chabuca Granda: "José Antonio", "Fina Estampa", "La Flor de la Canela"
- Homenaje a Arequipa, Los Dávalos: "Ciudad Blanca", "El regreso"
- Homenaje a Rafael Santa Cruz: "Negro Tiene que Ser", "Que Tiene Miguel"
- Homenaje a Jose Escajadillo: "A Quien", "Para Que", "Todavía"
- Homenaje a Juan Mosto: " No se quien soy", "Otra vez corazón", "Quiero que estés conmigo"
- Homenaje a Polo Campos: Los cariños de polo: "Cariño bueno", "Cariño bonito", "Cariño malo", "Cariño ausente"

## Premios y nominaciones

### Premios Apdayc
| Año  | Premiación     | Categoría               | Resultado | Ref.   |
| ---- | -------------- | ----------------------- | --------- | ------ |
| 2010 | Premios APDAYC | Artista criolla del año | Ganadora  | [ 32 ] |

### Premios Luces
| Año  | Premio                       | Categoría             | Trabajo    | Resultado   | Ref.   |
| ---- | ---------------------------- | --------------------- | ---------- | ----------- | ------ |
| 2005 | Premios Luces de El Comercio | Mejor artista criollo | Ella misma | Desconocida | [ 33 ] |
| 2006 | Premios Luces de El Comercio | Mejor artista criollo | Ella misma | Ganadora    | [ 34 ] |

### Grammy Latinos
Nominaciones de álbumes:
- 2003: To my country — con Los Hijos del Sol
- 2003: Eva — Eva Ayllón
- 2009: Kimba fá — Eva Ayllón
- 2010: Eva canta a Chabuca Granda
- 2011: 40 años de música afroperuana
- 2012: Eva + Inti-Illimani Histórico
- 2014: "Mujeres con cajones"
- 2014: "Como La Primera Vez"
- 2018: "Clavo y canela"
- 2019: "48 años después"
- 2022: "Quédate en Casa"